# Акт объединения УНР и ЗУНР

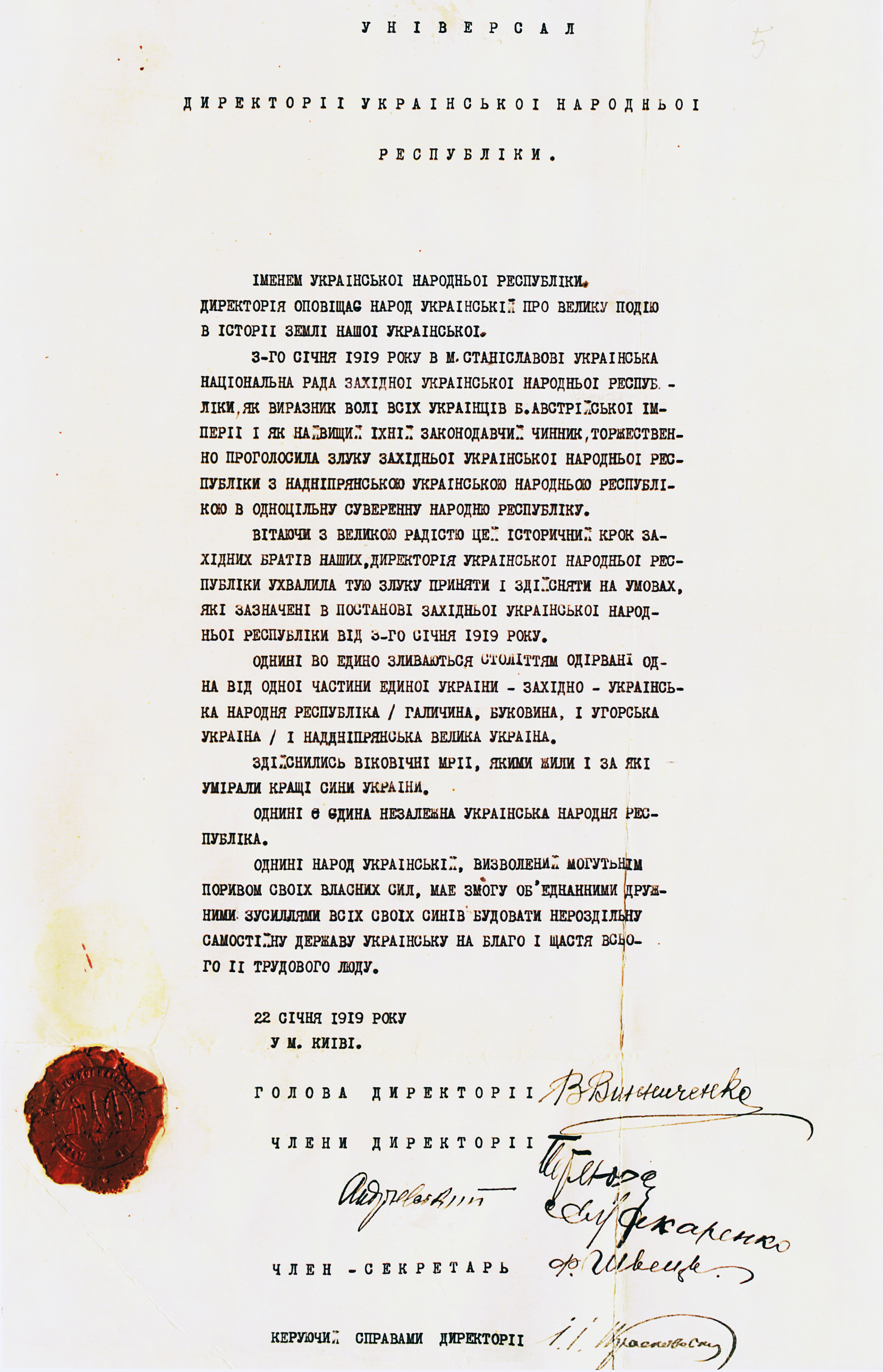
Фото Универсала Директории УНР об объединении УНР и ЗУНР

Акт объединения Украинской Народной Республики и Западно-Украинской Народной Республики (укр. Акт злуки Української Народної Республіки та Західно-Української Народної Республіки) или Акт Объединения (Акт Злуки) — торжественное провозглашение 22 января 1919 года объединения Украинской Народной Республики (УНР) и Западно-Украинской Народной Республики (ЗУНР) в «единоцельную суверенную народную республику». Украинское название «Акт Злуки» при упоминании документа в русскоязычных текстах часто употребляется без перевода.

## История объединения
Стремясь получить помощь в борьбе с поляками, наступавшими на ЗУНР, Украинская Национальная Рада в конце ноября 1918 года направила в Киев к гетману Скоропадскому своих представителей Л. Цегельского и Д. Левицкого. Однако к этому времени Киев уже был окружён войсками Директории. Посланники отправились в Фастов, где встретились с членами Директории В. Винниченко, С. Петлюрой, А. Андриевским, Ф. Швецом и А. Макаренко. В результате переговоров 1 декабря 1918 года был подписан предварительный договор (укр. Передвступний договір) о будущем объединении государств.
3 января Войско Польское вошло на территорию Волыни и через 11 дней полностью овладело этим регионом. 3 января 1919 года в Станиславове (Львов с ноября 1918 года был под польским контролем) фастовский договор был ратифицирован Украинской Национальной Радой. При этом до созыва учредительного собрания объединённого государства на территории ЗУНР законодательная власть оставалась в руках Украинской Национальной Рады, а гражданская и военная власть — в руках Государственного Секретариата ЗУНР. 16 января в Киев выехали делегация во главе с Л. Бачинским для вручения Директории постановления Рады.
18 января состоялось совместное совещание Директории и Совета Народных Министров с представителями ЗУНР, на котором договор был одобрен. В этот же день началось наступление Красной армии на Киев.

## «Акт Злуки»
22 января 1919 года состоялось торжественное провозглашение «Акта Злуки».
В тот же день открылся Трудовой Конгресс Украины (законодательный орган Директории), в который были введены 48 делегатов ЗУНР, а в состав президиума вошёл представитель ЗУНР С. Витик.
23 января 1919 года «Акт Злуки» был единогласно (по другим сведениям, против проголосовало 2 коммуниста) ратифицирован.
С этого момента и до созыва Учредительного Собрания Директории УНР предоставлялось право верховной власти, а в её состав должны были войти представители ЗУНР. Название ЗУНР было заменено на «Западная область Украинской Народной республики» (ЗОУНР), которой предоставлялась территориальная автономия. Государственный секретарь иностранных дел ЗОУНР Л. Цегельский стал первым вице-министром иностранных дел украинского правительства, с которым должны были согласовываться все решения относительно взаимоотношений с Польшей, Чехословакией и Румынией. Уже 5 февраля Киев был взят Красной Армией. К марту 1919 года под контролем УНР оставались только Житомир и Винница.
12 марта 1919 года президент ЗУНР Евгений Петрушевич вошёл в состав Директории. Летом 1919 года армия ЗУНР потерпела окончательное военное поражение, вся территория ЗУНР перешла под контроль чехословацких, польских и румынских войск.
В конце 1919 года Е. Петрушевич денонсировал «Акт Злуки».

## Основные положения
В соответствии с «Актом Злуки»:
- ЗУНР пользовалась полной автономией и получала название Западной Области Украинской Народной Республики (ЗО УНР);
- вооружённые силы двух государств объединялись;
- всем гражданам гарантировались демократические права и свободы.

## Дальнейшие события
В первые месяцы после провозглашения объединения были сделаны определённые шаги в сторону интеграции двух государств, особенно в военной сфере. Петлюра неоднократно выезжал в Галицию и принимал участие в заседании правительства В. Голубовича. В ЗОУНР с востока стало поставляться продовольствие, а из ЗОУНР — нефтепродукты. Однако в связи с рядом факторов, реального объединения не произошло. Координация в действиях имела место лишь в военной сфере, да и то в ограниченном объёме, так как обе армии имели своё собственное командование (объединение армий не произошло даже тогда, когда территория Западной Украины была полностью утрачена). По оценкам Яневского, УНР стала конфедеративным объединением. Часто объединение характеризуется как декларативное.
Акт Злуки фактически оказался денонсирован после того, как представители Галицкой армии в одностороннем порядке без учёта мнения правительства УНР 6 ноября 1919 года подписали с Добровольческой армией Зятковские соглашения о прекращении боевых действий между Галицкой армией и силами Белого движения, заключении между этими силами военного союза и переходе Галицкой армии в распоряжение генерала Деникина. Данные соглашения были повторно утверждены в Одессе 17 ноября 1919 года с руководством Новороссийской области ВСЮР, и договор был ратифицирован в Виннице 19 ноября, после чего был реализован. В украинской историографии подписание этого договора также называется «ноябрьской катастрофой» (укр. «Листопадова катастрофа») в истории украинского государства. В качестве одной из причин разрыва отношений УНР И ЗУНР называются переговоры Петлюры с Польшей, которые галичане расценивали как предательство. В конце 1919 года «Акт Злуки» был денонсирован также президентом ЗУНР Евгением Петрушевичем.

## Память о событии
- День соборности Украины — начиная с 1999 года отмечается в стране ежегодно 22 января в день провозглашения Акта объединения УНР и ЗУНР.
- В 2001 году на вокзале города Фастова установлен железнодорожный вагон, в котором 1 декабря 1918 года был подписан предварительный договор о будущем объединении двух государств. В вагоне устроен своеобразный «музей на колёсах»[11].

## Галерея

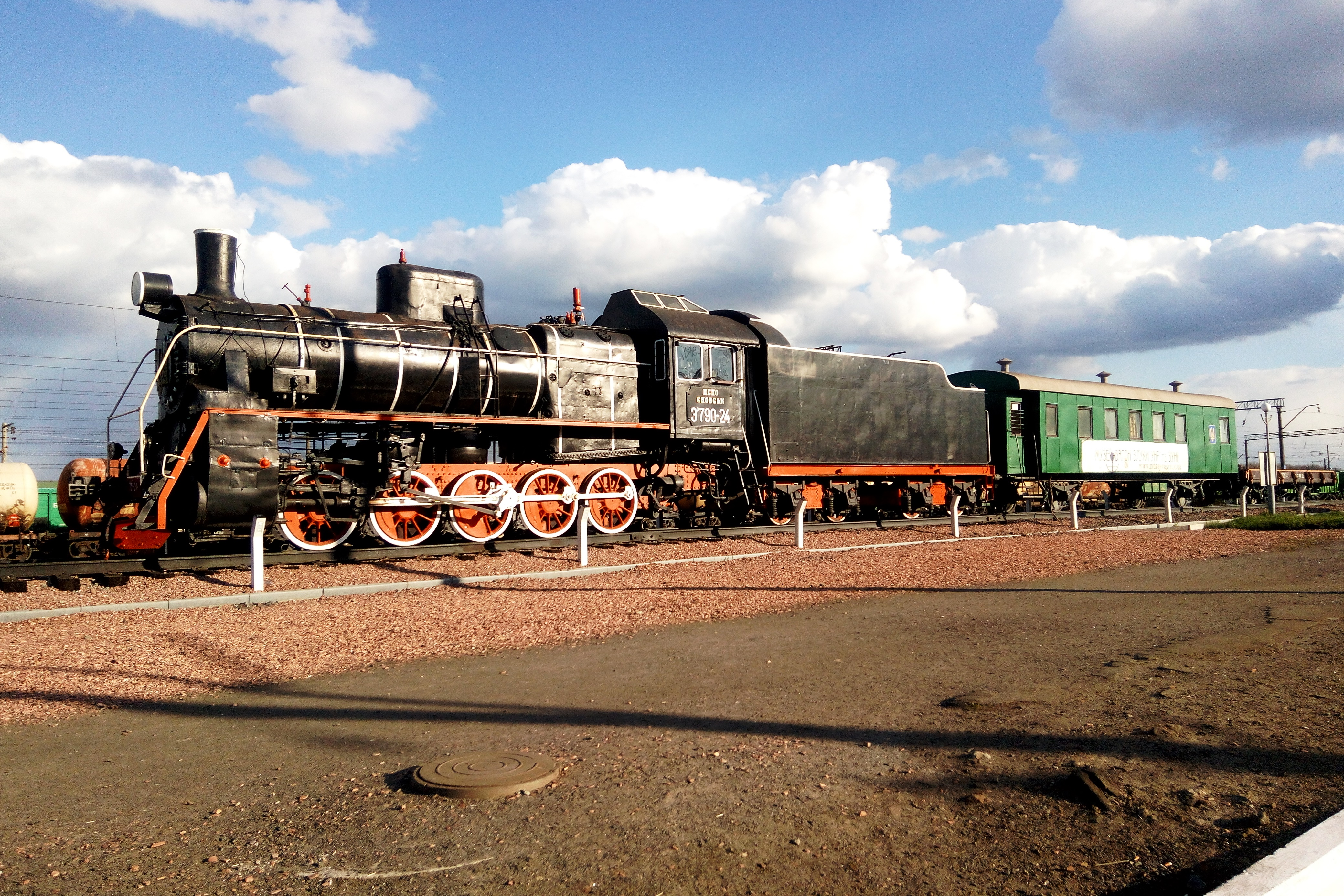
Вагон-музей объединения УНР и ЗУНР
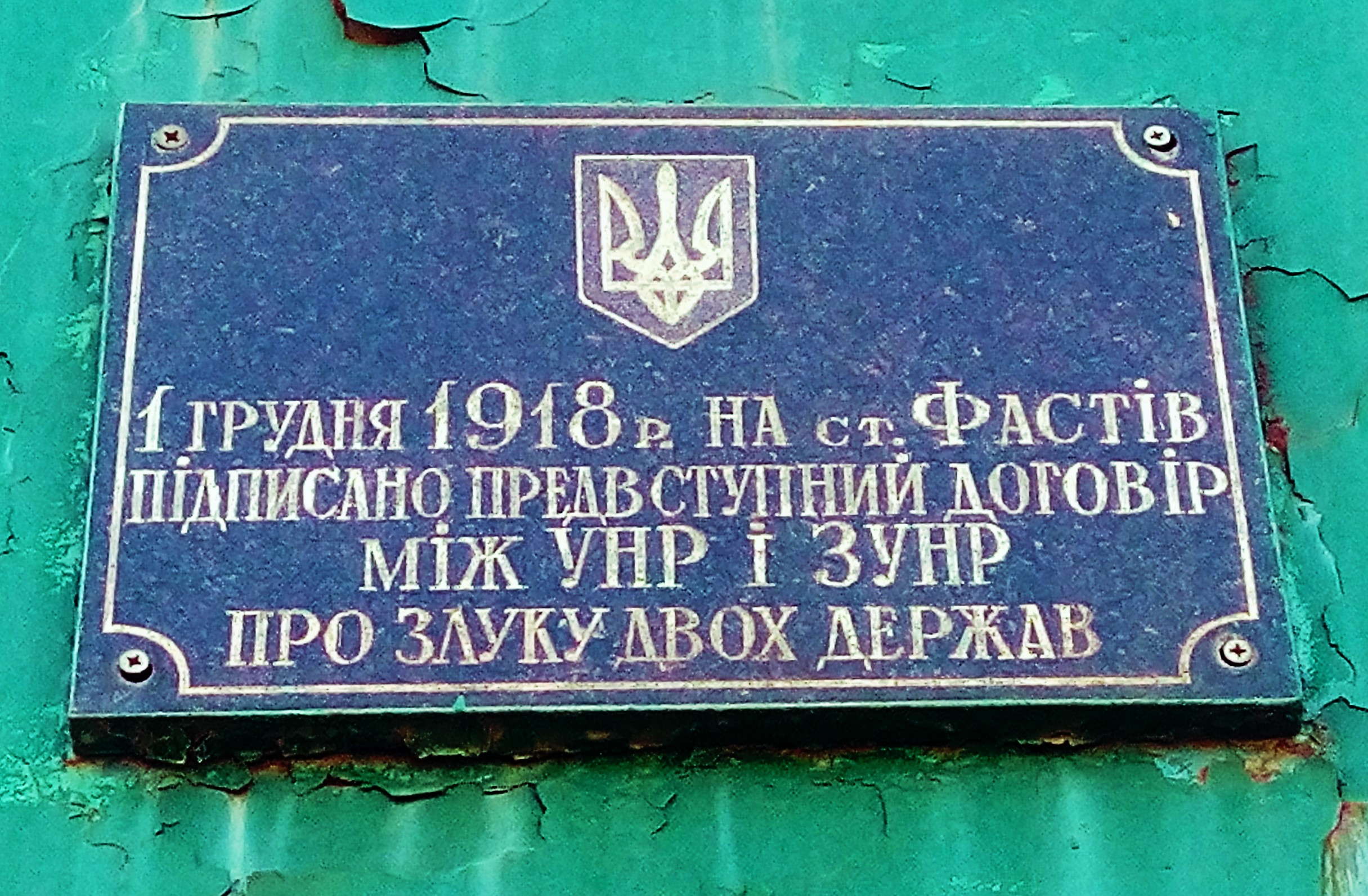
Мемориальная табличка